# 残虐超人
- キン肉マン > 残虐超人
- キン肉マンII世 > 残虐超人

残虐超人（ざんぎゃくちょうじん）は、ゆでたまごの漫画『キン肉マン』およびその続編『キン肉マンII世』に登場する架空の勢力。

## 概要
クリーンなファイトを信条とする正義超人とは違い、主に残虐ファイトを売りとし、リング上での殺戮などを楽しむ超人たちの総称。
ただし人類支配をたくらむ悪行超人が現れた際には正義超人と結託して戦うなど基本的には正義超人内の一部勢力であり、『正義』の残虐超人と分類されている。そのため正義超人の祭典である超人オリンピックにも参加は可能。『キン肉マン』に登場する残虐超人は、ほとんどが『正義』の残虐超人である。
しかし数十年起つとその定義も薄れて形骸化してきており、『キン肉マンII世』の時代では残虐超人の大半が悪行超人と分類されている。悪行超人の連合軍であるd.M.p（デーモン・メイキング・プラント）の一角も残虐超人が占めていた（他は完璧超人と悪魔超人）。
キン肉マンもWSC（超人評議会）、WSF（超人同盟）を仲たがいさせるため、シャネルマンと名乗り残虐超人を装ったこともある。
『キン肉マンII世』の劇場版『キン肉マンII世 マッスル人参争奪!超人大戦争』では、多数の残虐超人が登場する。

## 『キン肉マン』に登場する残虐超人

### 怪獣退治編
- キン骨マン[5]（のちに改心して正義超人となる）
- イワオ[5]（のちに改心して正義超人となる）

### 超人オリンピック参加者
- ラーメンマン（のちにモンゴルマンとして正義超人入り、キン肉星王位争奪編以降はラーメンマンとして正義超人になる）
- カレクック（のちに正義超人入り）
- ブロッケンマン（自身は残虐超人だが、息子には正義の志を持たせて育てあげた）
- ブロッケンJr.（のちに正義超人入り）
- キングコブラ[6]（のちに正義超人入り）
- ベンキマン[7]（のちに正義超人入り）
- ウォーズマン（のちに正義超人入り）

### アメリカ遠征編
- ザ・シャネルマン（キン肉マンの変装なので実は正義超人）
- ダイナマイトパイパー
- スカル・ボーズ（のちに正義超人入り）
- デビル・マジシャン（のちに正義超人入り）

### 7人の悪魔超人編
- モンゴルマン（夢の超人タッグ編で自称）

### キン肉星王位争奪編
- キン肉マンゼブラ（アニメにおいて自称。最期は改心）
- キン肉マンソルジャー（ソルジャーマン）
- ヘビー・メタル
- ザ・ゴッド・シャーク
- ウールマン
- ブルドーザーマン

### 番外編
- BUKIボーイ
- タイラント（配下にハンマーヘッド、土偶マン、スマイルマン、クモのコチラスを連れている）

### 戦士超人
劇場版『キン肉マン 正義超人vs戦士超人』に登場。作中で残虐超人だと語られている。
- ビッグシンジョー
- ミョウオウ
- センジュカーン
- トーホーテーン
- ニオーマン
- マゴラカス
- ザ・コンゴー

## 『キン肉マンII世』に登場する残虐超人

### d.M.p 残虐超人軍
- 屍魔王（しまおう）
- ボーン・キラー（アニメ版での名前はブラッド・キラー）
- アナコンダ

### 『キン肉マンII世』の超人オリンピック参加者
- イリューヒン（のちに正義超人入り）

### ノーリスペクト
- フォーク・ザ・ジャイアント
- ハンゾウ
- ボーン・コールド

### 時間超人
- ライトニング
- サンダー

### アニメ（映画）オリジナル
- バロン・マクシミリアン
- エル・カエルーン
- ザ・プロテクター
- ダズル
- 大砲超人
- 弾超人

他多数。また、上から4人はアニメ第1期終盤にて、他2人（ザ・犀暴愚とプリプリマン）を加え最凶悪行超人としても登場している。

## 『ディープオブマッスル』に登場する残虐超人
- ゴクウマン
- ローラーマン
- デビル・マギー（エンゼル〈デビル・マジシャン〉の父親）